# Kisha clubs
Vous pouvez aider à l'améliorer ou bien discuter des problèmes sur sa page de discussion.
- Il ne cite pas suffisamment ses sources. Vous pouvez indiquer les passages à sourcer avec {{référence nécessaire}} ou {{Référence souhaitée}}, et inclure les références utiles en les liant aux notes de bas de page. (Marqué depuis octobre 2022)
- Son texte doit être wikifié : il ne correspond pas à la mise en forme Wikipédia (style, typographie, liens internes, liens entre les wikis, etc.). (Marqué depuis octobre 2022)

- Archive Wikiwix
- Bing
- Cairn
- DuckDuckGo
- E. Universalis
- Gallica
- Google
- G. Books
- G. News
- G. Scholar
- Persée
- Qwant
- (zh) Baidu
- (ru) Yandex
- (wd) trouver des œuvres sur Wikidata

Les kisha club (記者クラブ, kisha kurabu) ou « club de presse », du mot japonais kisha (記者), qui signifie journaliste, sont des clubs de presse, discriminatoires, qui restreignent l'accès à l'information à ses membres.
Ces derniers, existant depuis la fin du XIXe siècle, s'arrogent le monopole de certaines informations et empêchent l’accès des petites agences de presse, des journalistes freelance et des agences étrangères,.
Les institutions dotées d'un club kisha limitent leurs conférences de presse aux journalistes de ce club, et les règles d'adhésion aux clubs kisha sont restrictives. Cela bloque l'accès des médias nationaux non membres, tels que les magazines et les petits journaux, et des médias étrangers, ainsi que des journalistes indépendants, aux conférences de presse.
Alors que des arrangements similaires existent dans d'autres pays, la forme japonaise de ce type d'organisation est considérée comme l'une des plus extrêmes, les journalistes refusant activement l'accès à d'autres journalistes, ce qui a conduit à l'utilisation du terme japonais dans d'autres langues, souvent avec une sens critique.

## Histoire
1890
En réponse à l'interdiction imposée par la première Diète impériale aux reportages des journalistes, un journaliste du journal Jiji Shinpō (時事新報) a réuni les correspondants de la Diète des journaux de Tokyo pour former un "Groupe de journalistes visitant la Diète" (議会出入記者団, Gikai deiri kishadan), qui a fusionné en octobre avec des entreprises de presse à travers le Japon, changeant son nom en Club des journalistes associés (共同新聞記者倶楽部, Kyōdō Shinbun Kisha Kurabu), pour devenir le premier club kisha.
Mars 1941
Avec la formation de la "Japan Newspaper Union" (日本新聞連盟, Nihon Shinbun Renmei), une organisation de contrôle des journaux, le nombre de clubs de kisha a été réduit à un tiers et les clubs de kisha n'ont pas été autorisés à se gouverner eux-mêmes.
26 octobre 1949
L'Association japonaise des éditeurs de journaux a créé une "Politique sur les clubs Kisha", déclarant qu'ils étaient "une organisation à des fins de socialisation et ne doivent pas intervenir dans les questions liées au reportage".
Décembre 1997
L'Association japonaise des éditeurs de journaux a changé cette politique, déclarant que les clubs de kisha étaient des «bases de reportage» qui permettaient un accès facile aux informations détenues par les organismes publics.
24 mars 2005
Livedoor est devenue la première société de médias Internet à demander son adhésion au club kisha de l'Agence météorologique japonaise. Cependant, le 15 mars 2006, l'ancien président de Livedoor, Takafumi Horie, a été accusé d'avoir enfreint la loi sur le commerce des valeurs mobilières (証券取引法, Shōken Torihiki Hō), et pour cette raison la demande a été rejetée à l'unanimité par les sociétés présentes.
9 juillet 2005
Le journaliste indépendant Yū Terasawa (寺澤有) et le rédacteur en chef adjoint de l'hebdomadaire Shūkan Gendai (週刊現代) ont déposé une demande de jugement provisoire contre la police métropolitaine de Tokyo et les 15 sociétés du club kisha associé auprès du tribunal de district de Tokyo et La Haute Cour de Tokyo, déclarant que des groupes tels que les clubs de kisha ne doivent pas être autorisés à gêner les journalistes souhaitant se rendre dans les bureaux de la police métropolitaine et poser des questions, mais la demande a été refusée. Un recours spécial est en cours auprès de la Haute Cour de Tokyo.
8 novembre 2005
Lorsqu'un journaliste du bureau de la NHK Ōtsu a été arrêté en lien avec un incendie criminel, les bureaux du club kisha de la police de la préfecture de Shiga auquel il appartenait ont été perquisitionnés par la police de la préfecture de Shiga.

### Accords de déclaration
Les clubs de Kisha concluent souvent des accords sur les rapports, connus sous le nom d'«accords de tableau noir» (黒 板 協定, kokuban kyōtei ) car ils sont communiqués via un tableau noir dans une salle de presse.
L'objectif des accords de reporting est souvent d'éviter une concurrence excessive lors du reporting. Des accords peuvent également être conclus sur la base d'une demande de la police, par exemple, pour protéger les victimes dans des cas tels que les enlèvements.
Ces accords clandestins ont été critiqués à la suite de la catastrophe nucléaire de Fukushima Daiichi en 2011, lorsqu'ils ont été accusés d'avoir poussé les journalistes à s'autocensurer et de limiter leur couverture aux annonces officielles du gouvernement et des responsables de l'usine.

## Magazine kisha clubs
En 1956, l'association J-Magazine (日本雑誌協会, Nihon Zasshi Kyokai) est créée, regroupant les "clubs de kisha de magazines japonais (日本雑誌記者会, nihon zasshi kishakai) et les clubs de photo-journalistes de magazines japonais (日本雑誌写真記者会, nihon zasshi shashin kishakai), formé d'entreprises membres, pour accélérer les activités de reportage liées à l'édition de magazines".

## Avantages des kisha clubs
La création d'un club kisha permet à des organismes tels que des agences gouvernementales de communiquer rapidement des annonces officielles aux médias. En particulier, il simplifie le signalement dans le cas où l'organisme qui transmet le signalement donne l'heure de l'annonce au club. Parallèlement, il est possible de mettre en place des équipements de transmission pour chaque entreprise de médias dans la salle de presse, réduisant ainsi le temps nécessaire entre la collecte des informations et le montage. Si, par exemple, les autorités locales veulent fournir des informations, il est facile de les transmettre en communiquant avec le club kisha pour un organisme de niveau supérieur.
Les défenseurs du système soutiennent également que l'influence des clubs kisha est utilisée pour ouvrir l'institution qu'ils couvrent à un examen minutieux, bien que cet argument semble contradictoire.

## Désavantages des kisha clubs
Les clubs kisha ont été largement critiqués, tant au Japon qu'à l'étranger, pour avoir encouragé un type extrême de journalisme axé sur l'accès qui sape la qualité du journalisme au Japon en étouffant les critiques et en transformant les journalistes en porte-parole des institutions qu'ils sont censés couvrir. Dans une critique représentative, Jonathan Watts, l'ancien chef du bureau de Tokyo pour The Guardian, a déclaré que le club de kisha crée un problème de "chiens de garde devenant des chiens de poche" parce que "le système de club de kisha récompense l'autocensure, favorise l'uniformité et étouffe la concurrence".
Dans son classement 2018 de la liberté de la presse mondiale, le groupe non gouvernemental Reporters sans frontières a désigné les clubs de kisha comme l'une des principales raisons pour lesquelles il a classé le Japon au 67e rang sur 180 pays, affirmant que « les journalistes ont du mal à jouer pleinement leur rôle de chien de garde de la démocratie."
Les petites entreprises de médias, les journalistes indépendants et les organes de presse étrangers sont souvent empêchés de rejoindre les clubs de kisha, ce qui conduit à l'une des critiques les plus courantes, à savoir que les clubs entretiennent des liens opaques et exclusifs entre les responsables gouvernementaux et les journalistes membres, qui deviennent trop dépendants de leurs sources pour informations.
Il y a eu des cas où des membres de clubs de kisha ont été passibles de sanctions, telles que l'interdiction d'assister au club de kisha, pour avoir rapporté des informations qui étaient censées être tenues secrètes, ou qui ont contesté le récit officiel de l'agence gouvernementale où le club était. basé. En 2009, les journalistes du Tokyo Shimbun, un journal régional, ont été interdits de parler avec les procureurs de Tokyo pendant trois semaines pour avoir nommé un politicien du Parti libéral démocrate au pouvoir dans leur couverture d'un scandale de corruption politique, alors que les procureurs concentraient leur enquête uniquement sur une opposition. chef, Ichiro Ozawa.
Il y a des critiques selon lesquelles les salles de presse mises en place pour les clubs de kisha par les agences gouvernementales, les organismes publics locaux et la police sont payées avec des impôts, mais ne peuvent être utilisées que par les entreprises membres, ce qui conduit à la corruption. Si les agences gouvernementales locales sont incluses, les coûts annuels totaux sont estimés à 600 millions de yens.
En 1921, une compagnie de gaz a soudoyé le conseil municipal de Tokyo (東京市議会, Tokyo-shi gikai) pour obtenir l'approbation d'une hausse des prix du gaz. Il a été découvert que des journalistes fréquentant les clubs kisha de la mairie et de la police métropolitaine de Tokyo avaient également été soudoyés, un événement condamné par l'opinion publique. (L'incident de corruption présumé de Tokyo Gas.)
En 1974, lorsque l'hebdomadaire Bungei Shunshū a rendu compte du problème de financement de Kakuei Tanaka, les allégations étaient déjà bien connues dans le club kisha mais les médias étaient silencieux sur l'histoire.
En 1998, lors de la diffusion de l'émission télévisée Sōri to Kataru (総理と語る) de TBS, "Une conversation avec le Premier ministre", le présentateur de News 23, Tetsuya Chikushi, suggéra au Premier ministre de l'époque, Keizō Obuchi que, compte tenu du succès des Town Meetings organisés par le président Bill Clinton, également montrés par TBS, peut-être qu'Obuchi aimerait aussi participer à des Town Meetings à la Clinton. Obuchi était enthousiaste, mais le plan a été annulé en raison de l'opposition du club kisha, et à la fin, Sori à Kataru a continué à être montré dans le même format qu'auparavant. (Chikushi a raconté ces événements dans son livre, Newscaster. Soit dit en passant, Chikushi est connu pour avoir une position critique envers les clubs de kisha.)
En 1999, il y a eu un incident où certains membres des médias se sont disputés avec le personnel du Ministère de l'Agriculture, de l'Élevage et de la Pêche au sujet de l'affichage d'un drapeau japonais dans la salle de réunion du club kisha du ministère. C'était juste après l'adoption de la loi sur le drapeau national et l'hymne national, au milieu d'un débat sur la question de savoir si le gouvernement obligeait les groupes à arborer des drapeaux. En réponse aux actions de certaines sections des médias, il y a eu des critiques de la part de ceux qui étaient en faveur de la loi sur le drapeau national et l'hymne national et de ceux qui s'y opposaient, y compris des commentaires tels que "Ils ne devraient pas faire de scène à l'intérieur des bâtiments du ministère au premier place" et "N'est-ce pas juste un signe de l'égoïsme des clubs de kisha?"
En 2000, le Premier ministre de l'époque, Keizō Obuchi, a soudainement passé des appels téléphoniques à Nippon TV et TV Asahi, et a été autorisé à apparaître en direct sur ces chaînes. Les clubs de kisha concernés ont critiqué TV Asahi, affirmant que c'était "sans précédent". (Nippon TV n'a pas été critiqué.)
Le 25 juin 2000, des notes intitulées "Un point de vue personnel sur la conférence de presse de demain" ont été retrouvées par terre au Cabinet Kisha Club (内閣記者会, Naikaku Kisha Kai), un club de kisha dans l'enceinte du Kantei du Premier ministre japonais. résidence officielle. C'était la veille de la réunion au cours de laquelle le Premier ministre Yoshirō Mori devait donner une explication sur ses déclarations "Kami no kuni" sur la religion au Japon, et les notes semblaient être un ensemble d'instructions au Premier ministre sur la façon de gérer questions des médias. Même si les magazines d'information hebdomadaires ont publié le nom de l'organisation médiatique (NHK) responsable de la rédaction du document, le Cabinet Kisha Club n'a pas déployé d'efforts actifs pour enquêter sur la cause de l'incident. Le format dans lequel le document a été imprimé était le même que celui des "e-mails de communication" des terminaux du système 5300 utilisés pour l'impression des histoires de la NHK, et le document contenait également un terme signifiant "diffuseurs privés", minpō (民放), qui n'était susceptible d'avoir été utilisé que par la NHK.
Il a été critiqué que le travail principal des journalistes dans une salle de presse tend à être de résumer le contenu des conférences de presse, de sorte qu'ils négligent de vérifier si ce qui est annoncé est vrai et sont plus facilement sujets à la manipulation des médias, et que cela conduit à moins de journalistes apprenant à se rendre dans différents endroits pour faire des recherches. Akira Uozumi, un ancien journaliste de Kyodo News, a déclaré que les clubs de kisha épuisent lentement les journalistes psychologiquement et émoussent leurs instincts de journalistes, affirmant (dans l'Asahi Shimbun, le 26 mai 2001) que "si 70% ou 80% de votre travail consiste à collecter des informations secondaires ou tertiaires auprès des agences gouvernementales le plus rapidement possible, cela émousse votre instinct de détection de ce qui se passe réellement dans le monde. Avant que vous ne le sachiez, la logique des fonctionnaires s'introduit en vous, et elle devient plus difficile de penser du point de vue des gouvernés. Je pensais que ça ne m'arrivait pas, mais cinq ans après être devenu indépendant, j'ai petit à petit réalisé que ça l'était.
De ce fait, la plupart des reportages médiatiques font état d'annonces dans des clubs de kisha, un phénomène impensable dans un pays développé. En outre, il y a des critiques selon lesquelles le système des clubs kisha réduit la distance entre les journalistes et les politiciens, conduisant à des relations inappropriées. Pour preuve, Taro Kawano, membre de la Chambre des représentants, a déclaré qu'il est normal que des journalistes (des médias japonais) se fassent payer des repas par des politiciens (ce qui n'arriverait jamais dans aucun autre pays développé), que lorsque les politiciens se rendent en visite, les journalistes restent dans le même hôtel, et que les médias considèrent que le signe d'un « bon journaliste » est lorsque « le journaliste et les politiciens sont les meilleurs amis du monde ». (Cité dans "Comment les médias cachent les faits et comment les médias sont trompés" (隠すマスコミ、騙されるマスコミ, Kakusu masukomi, damasareru masukomi) de Masakazu Kobayashi (小林雅一), publié par Bunshun Shinsho (文春新曛). De plus, lors de l'incident du sarin de Matsumoto, des rapports basés sur des informations fournies par la police métropolitaine à un club de kisha ont traité le premier témoin comme un criminel.
Il y a aussi la critique selon laquelle les clubs de kisha sont exclusifs par nature et permettent rarement aux représentants des nouveaux médias, des médias étrangers ou des journalistes indépendants de s'y joindre. En réponse à cela, l'Association japonaise des éditeurs et des éditeurs de journaux a introduit une politique selon laquelle les membres du Club des correspondants étrangers du Japon seraient traités de la même manière que les membres de l'Association des éditeurs et des éditeurs de journaux du Japon et, à la fin des années 1990, a admis Reuters en tant que membre du Kabuto Club. Depuis lors, des organisations médiatiques étrangères telles que Bloomberg et Dow Jones, dotées de réseaux de collecte d'informations à grande échelle, ont rejoint la majorité des clubs de kisha et sont impliquées dans leur administration. Cependant, cela n'a été possible que pour une poignée d'organisations médiatiques étrangères, et comme la plupart des organisations médiatiques étrangères ayant des représentants à Tokyo n'ont que quelques journalistes là-bas, il leur est impossible d'avoir des journalistes qui rejoignent et restent présents dans les clubs de kisha. En fait, l'UE a critiqué les clubs kisha pour leur exclusivité, et l'opinion a été déclarée que le système des clubs kisha devrait être aboli et que tous les journalistes titulaires d'une carte de presse délivrée par le ministère japonais des affaires étrangères japonais étaient autorisés à collecter du matériel pour des histoires. dans les établissements publics. Cette exclusivité est la raison pour laquelle les journalistes étrangers n'ont pas été autorisés à assister à la conférence de la police sur la disparition et le meurtre de la Britannique Lucie Blackman, et que lorsque le Premier ministre Koizumi s'est rendu en république populaire démocratique de Corée, des non-membres du club kisha étaient n'est pas autorisé à l'accompagner. (Déclaration du secrétaire privé Isao Iijima.) Reporters sans frontières, une organisation de journalistes qui milite pour la protection des droits des journalistes à la liberté d'expression, appelle le gouvernement japonais à abolir le système des clubs kisha.

## Mouvements pour abolir des kisha clubs
Au niveau national, en 1994, Ichirō Ozawa, le chef du Parti du renouveau du Japon, a entrepris une expérience révolutionnaire en permettant aux journalistes de magazines ne faisant pas partie du club kisha de participer à des conférences de presse, mais cela n'a jamais décollé, en partie à cause de désaccords entre Ozawa et les médias.
En 2002, Katsuya Okada, alors chef du Parti démocrate du Japon, a introduit un format de conférence de presse auquel tous les types de médias, y compris les journaux sportifs, les hebdomadaires et les médias étrangers, pouvaient participer. Jusque-là, seuls les médias du club kisha des partis d'opposition (野党クラブ, Yatō Kurabu) pouvaient y participer.
Certains responsables d'organismes publics locaux, d'entreprises ou de groupes financiers ont également fermé les salles de presse, ayant pris conscience des inconvénients du système des clubs kisha.
En juin 1993, le Kabuto Club (兜倶楽部), le club kisha de la Bourse de Tokyo, a réformé ses règles, qui jusque-là limitaient l'adhésion aux organisations médiatiques japonaises, pour inclure "les organisations médiatiques étrangères qui effectuent un travail médiatique équivalent à celui de l'Association japonaise des éditeurs et rédacteurs en chef de journaux », une décision qui, dans la pratique, a ouvert la porte aux médias étrangers.
En avril 1996, la ville de Kamakura, Kanagawa a cessé d'utiliser le club Kamakura kisha (鎌倉 記 者 会, Kamakura Kisha Kai ), qui comptait six entreprises membres, dont des journaux nationaux et le Kanagawa Shimbun local, et a ouvert un "Publicity media center" qui pourrait être utilisé par toute organisation médiatique enregistrée auprès de la ville. Le maire de l'époque, Ken Takeuchi, ancien membre du comité de rédaction de l'Asahi Shimbun et actuellement directeur du journal Internet "janjan", a déclaré que cela avait été fait car il était estimé qu'"il n'était pas raisonnable qu'une institution municipale financée par l'impôt argent monopolisé par un club kisha qui ne représentait qu'une partie des médias".
En mars 1999, le Keidanren Kikai Club (経団連機械クラブ) est fermé, à la demande de Keidanren, l'organisation qui le contrôle. Ce club kisha était axé sur les rapports liés aux travaux industriels tels que les machines électriques, la construction navale, les semi-conducteurs et les automobiles. Il y a eu un débat entre les médias et les entreprises faisant des annonces sur la poursuite du club kisha, mais comme aucune solution révolutionnaire n'a été trouvée, le club a été dissous. On pense que la cause profonde de cet événement était que les fabricants d'électricité avaient organisé des conférences de presse ouvertes et utilisé des communiqués de presse et des e-mails, de sorte qu'il n'y avait plus d'avantages à utiliser un club kisha. L'industrie automobile, voulant maintenir un club kisha actif, a ouvert un club kisha de l'industrie automobile dans le cadre de l'Association japonaise des constructeurs automobiles (日本自動車工業会), mais les journaux Asahi, Yomiuri, Mainichi et Nikkei ont refusé d'adhérer, privant en fait le club de sa fonction.
En juillet 1999, le club kisha de NTT, Aoi Club (葵 ク ラ ブ) a été fermé à la suite de changements structurels chez NTT. Ce club avait dans le passé fait l'objet de critiques pour le fait qu'il s'agissait d'un club dédié à une seule entreprise privée, mais après la restructuration par NTT, un groupe de rédacteurs économiques réunis à partir des différentes entreprises de médias a accepté de ne pas accepter l'Aoi Club en tant que club de kisha. NTT a accepté cela et a fermé le club, dans le but d'ouvrir la salle de presse à des organisations autres que les membres du club, y compris des magazines et des médias étrangers.
Le 6 août 2001, le gouvernement métropolitain de Tokyo a demandé que le club Kajibashi / Yūraku kisha paie des frais pour l'utilisation des bureaux du gouvernement de Tokyo, mais a ensuite rétracté cette demande, exigeant à la place que seuls les frais d'éclairage, de chauffage, d'eau et de téléphone soient payés. Le gouverneur de Tokyo, Shintarō Ishihara, a également remis en question la politique consistant à ne pas autoriser les magazines ou les médias étrangers à participer aux conférences de presse.
Le 30 mars 2004, le ministère des Affaires étrangères a adressé une demande écrite aux services du gouvernement central, aux bureaux de chaque préfecture, à la police et à d'autres organismes, leur demandant d'autoriser les journalistes étrangers à participer aux conférences de presse.
Le 14 mars 2006, en raison de la situation financière difficile à laquelle il était confronté, le gouvernement d'Hokkaidō a décidé de demander des paiements pour l'éclairage, le chauffage, l'eau et d'autres coûts, totalisant environ 2,5 millions de yens, au club kisha du gouvernement d'Hokkaido (道政記者クラブ), à compter du nouvel exercice.
L'un des plus grands mouvements contre les clubs kisha s'est produit à l'automne 2009, lorsque le Parti démocrate de l'opposition (Japon, 1998) a pris le pouvoir au LDP, longtemps au pouvoir. Le nouveau Premier ministre, Yukio Hatoyama, a ouvert des conférences de presse au bureau du Premier ministre aux journalistes des clubs non kisha des médias nationaux et étrangers, déclarant qu'il "rendrait les conférences de presse plus ouvertes à tous". Les conférences de presse au ministère des Affaires étrangères ont également été ouvertes aux membres de la presse non membres du club kisha. Cependant, lorsque le nouveau ministre des services financiers, Shizuka Kamei, a tenté d'ouvrir des conférences de presse dans son agence, l'agence de services financiers, le club kisha a résisté si férocement qu'il a été contraint de faire des compromis. Dans un arrangement étrange, il a donné deux conférences de presse consécutives, une au club kisha et une ouverte à tous les autres journalistes. "Les médias d'information japonais sont fermés", a déclaré Kamei lors d'une des conférences de presse du club non kisha. "Ils pensent qu'ils sont les seuls vrais journalistes, mais ils se trompent."

### "Déclaration de la fin de clubs Kisha" de la préfecture de Nagano
Le 15 mai 2001, l'ancien maire de Nagano, Yasuo Tanaka, a annoncé une "Déclaration de la fin de notre système de club Kisha". Il a fermé les trois clubs de kisha au sein des bureaux de la préfecture et a ouvert un centre de presse accessible à tous, appelé « Centre d'expression » (表現センター).
Le but était de mettre fin au monopole des grandes entreprises médiatiques sur l'information ; cependant, il a été vivement critiqué par ces entreprises, et il est rapporté que cette action a entraîné une querelle avec de grandes entreprises de médias à l'intérieur et à l'extérieur de la préfecture.
Le 3 octobre 2006, le maire actuel, Hitoshi Murai, a annoncé que le "Centre d'expression" serait rebaptisé "Zone de conférence de presse" (会見場). De la même manière que Tanaka, il permet au public de participer à des conférences, sous réserve de déposer une candidature.

## Les principaux kisha clubs
En plus des clubs kisha énumérés ci-dessous, il existe des clubs pour le gouvernement de chaque préfecture.
- Kabuto Club (兜倶楽部) - Le club kisha de la Bourse de Tokyo. En principe, les entreprises font des annonces sur les événements susceptibles d'avoir un effet majeur sur les cours des actions de ce club.
- Tokiwa Club (と き わ ク ラ ブ) - Le club kisha des anciens chemins de fer nationaux japonais. Elle est actuellement basée au siège social de JR East. Comme la plupart des reporters concernés par les transports travaillent normalement au ministère du Territoire, des Infrastructures et des Transports, peu sont en poste permanent au club Tokiwa. Pendant son temps en tant que journaliste avec l'Asahi Shimbun, Naoki Tanemura appartenait au club, et la fiction qu'il a écrite en tant qu'écrivain ferroviaire contenait plusieurs noms qui étaient des variations du nom "Tokiwa".
- Kasumi Club (霞 ク ラ ブ) - Le club kisha du ministère des Affaires étrangères. Les journalistes des médias de masse au Japon et à l'étranger sont en poste ici.
- Club Kisha du ministère des Terres, des Infrastructures et des Transports (国土交通省記者クラブ) - Ce club kisha a été formé à partir d'une union des clubs du ministère des Transports, du ministère de la Construction et de l'Agence nationale des terres. Sa nature en tant que combinaison de différents groupes peut souvent être observée; par exemple, un journaliste couvrant la politique de la circulation peut être assis à côté d'un journaliste couvrant la liquidation des dettes par les entreprises de construction générales.
- Heavy Industries Research Club (重工業研究会) - Un club kisha de la Fédération japonaise du fer et de l'acier à Chūō, Tokyo. Malgré son emplacement, les journalistes résidents couvrent une gamme d'industries, y compris les métaux autres que l'acier, la chimie, les textiles, le caoutchouc, le papier, le verre, les cosmétiques, les produits de soins personnels (comme ceux de Lion ou Kao), les produits pharmaceutiques et les vêtements. Il a le plus large éventail de zones couvertes de tous les clubs kisha. En raison de son nom, il est souvent considéré à tort comme un club regroupant des entreprises telles que Mitsubishi Heavy Industries ou Ishikawajima-Harima Heavy Industries.
- Honseki Textiles Club (本石繊維会) - Un club à Honseki-chō, Nihonbashi, Tokyo, qui sert de base aux journalistes couvrant les industries du textile et du papier. Ce n'est pas un club officiel, mais une subdivision du club des industries lourdes, avec lequel il a fusionné en 2002.
- Bank of Japan Club (日銀 ク ラ ブ) - Il s'agit d'un club au sein de la Banque du Japon, dont les journalistes résidents couvrent non seulement la Banque elle-même, mais également des organisations privées telles que des banques et des agences d'assurance.
- Industrie automobile Kisha Club (自動車産業記者会) - Initialement, il s'agissait d'une subdivision du Keidan Kikai Club, mais est devenu un club à part entière lorsque le Kikai Club a fermé ses portes en 1999. Cependant, les quatre principaux journaux, le Nikkei, Asahi , Yomiuri et Mainichi, ont décidé de ne pas y participer, il n'est pas reconnu comme club de kisha par la Newspaper Association. Le Nikkan Jidosha Shimbun, qui n'est pas membre de l'Association des journaux, est une société résidente du club automobile.
- Chambre de commerce et d'industrie de Tokyo Club Kisha (東商記者クラブ) - Le club kisha de la Chambre de commerce et d'industrie de Tokyo à Marunouchi, Tokyo. Ce club a été créé dans le but de permettre aux médias de faire des reportages sur les petites entreprises. Cependant, dans la pratique, il n'y a pratiquement pas de rapports sur les petites entreprises, et il s'agit plutôt d'une base pour les rapports sur les entreprises de livraison, de services, financières non bancaires et alimentaires. La Chambre de commerce et d'industrie de Tokyo a exprimé à plusieurs reprises son mécontentement à ce sujet et a demandé qu'il soit utilisé pour rendre compte des petites entreprises, mais cela ne s'est pas concrétisé. Pour cette raison, la relation entre les médias et la Chambre de commerce et d'industrie de Tokyo concernant le fonctionnement du club n'a pas toujours été étroite, et il y a souvent eu des rumeurs selon lesquelles le club pourrait fermer.
- Club Seito (青灯倶楽部)
- Nagata Club (永 田 ク ラ ブ) - Un club de kisha dans la résidence officielle du Premier ministre japonais. Ces derniers temps, il a souvent été appelé Kantei Club (官邸クラブ), mais son nom officiel est Cabinet Kisha Club (内閣記者会). Les journalistes appartenant à ce club rapportent principalement sur le Premier ministre, le secrétaire en chef du cabinet, le secrétaire adjoint du cabinet, la résidence officielle et le cabinet.
- Eiho Club (映放 ク ラ ブ) - Un club à la Chambre des représentants de la Diète nationale avec les six chaînes de télévision de Tokyo (NHK, Nippon TV, TBS, Fuji TV, TV Asahi et TV Tokyo) en tant que membres. C'est le seul club au Japon exclusivement réservé aux caméramans des journaux télévisés.
- Club Minpō (民放 ク ラ ブ) - Un club au sein de la Chambre des représentants exclusivement réservé aux journalistes de la radio. Son nom officiel est Diet Broadcast Reporter Club (国会放送記者会). Il est principalement utilisé pour enregistrer des conférences de presse (ぶらさがり取材). La NHK n'est pas membre de ce club, car ses journaux télévisés utilisent l'audio de ses journaux télévisés.
- Hirakawa Club (平河クラブ) - Un club kisha avec des bureaux à l'intérieur du siège du LDP et à la Chambre des représentants. Les reporters appartenant à ce club rapportent principalement sur le PLD et le Nouveau Komeito. Le club à l'intérieur du siège du LDP est appelé Party HQ Hirakawa Club (党本部平河), et le club de la Chambre des représentants est connu sous le nom de House Hirakawa Club (院内平河). Les journalistes du Hirakawa assistent généralement au club de la Chambre lorsque la Diète est en session et au QG lorsqu'il est hors session.
- Club du parti d'opposition (野党クラブ, Yatō Kurabu) - Un club à la Chambre des représentants de la Diète nationale. Les journalistes de ce club couvrent principalement le Parti démocrate du Japon, le Parti communiste japonais et le Parti social-démocrate.
- Imperial Household Agency Kisha Club (宮内庁記者クラブ) - Clubs kisha de la police métropolitaine de Tokyo Les journalistes de télévision disent souvent qu'ils rapportent "du club kisha de la police métropolitaine de Tokyo", mais ce n'est pas techniquement correct. Ignorant le journal de l'industrie, il existe trois clubs de kisha au département de la police métropolitaine de Tokyo. Les sociétés de presse Asahi, Mainichi, Yomiuri, Tokyo, Nikkei et Kyōdō sont membres du Shichisha Kai (七社会), qui signifie "club des sept sociétés", car le journal Jiji Shinpō en était également membre. Ce club a la plus longue histoire de tous les clubs du département de la police métropolitaine de Tokyo. Les sociétés NHK, Sankei, Jiji, Nippon Broadcasting, Nippon Cultural Broadcasting et MXTV sont membres du club kisha du département de la police métropolitaine de Tokyo (警視庁記者倶楽部). C'est le plus petit club, et en pratique seules les trois premières de ces sociétés sont résidentes. Les cinq diffuseurs privés, Nippon TV, TBS, Fuji TV, TV Asahi et TV Tokyo, sont membres du News Kisha Club (ニュース記者会). Ces trois clubs sont gérés séparément, avec des comptes séparés.
- Club kisha des pompiers de Tokyo (東京消防庁記者クラブ) - Étant donné qu'il est géré par les journalistes des clubs kisha de la police, en pratique, aucune entreprise n'y réside.
- Club Mita (三田 ク ラ ブ) - Un club kisha lié au mouvement ouvrier. Autrefois, des organisations telles que le Conseil général des syndicats du Japon (en) fournissaient des informations et des journalistes membres de journaux et de magazines travaillaient ici. Actuellement, la Confédération japonaise des syndicats est impliquée. Alors que deux des entreprises de presse, Rodo Joho et Akahata ont rendu compte de l'incident de la dette massive et de l'incident des dépenses budgétaires des syndicats, par l'ancien Syndicat des travailleurs postaux du Japon (en) (aujourd'hui JPU), le Syndicat des travailleurs postaux les a empêchés de devenir membres.

## Les kisha clubs dans d'autres pays
En Corée du Sud, il y avait eu des clubs similaires au système japonais des clubs kisha. Mais depuis les réformes mises en place au début des années 2000, ce système n'existe plus entre le gouvernement sud-coréen et les médias. Ces réformes incluent des changements par les médias eux-mêmes, comme l'événement du 11 juin 2001 lorsque 11 journaux locaux fréquentant les bureaux du gouvernement à Seongnam, Gyeonggi-do, y compris le « Kyongin Ilbo » et « Jeonmae », ont dissous le club et se sont retirés de la salle de conférence et des événements tels que celui de la même année, où le journal Internet OhmyNews a été expulsé d'une conférence de presse à l'aéroport international d'Incheon et a intenté une action en justice contre son expulsion.
En 2003, en raison d'une politique du président Roh Moo-hyun, le club de presse de la résidence présidentielle, la Maison bleue, a été dissous. Une salle de conférence ouverte aux médias Internet et aux médias étrangers a été mise en place afin que toute personne inscrite puisse y assister.
En Amérique, bien qu'il existe quelques clubs relativement similaires aux clubs de kisha japonais, comme le club du ministère de la Défense, contrairement au Japon, ceux-ci ont une atmosphère de salon. À la Maison Blanche, il y a des réunions secrètes appelées «briefings», auxquelles seuls des membres spécifiques des principales entreprises de médias de masse sont invités. Cependant, à côté de celles-ci, il y a aussi des conférences de presse, auxquelles tout journaliste muni d'une carte de presse peut assister. D'autre part, pour obtenir une carte de presse, les journalistes doivent subir des contrôles de sécurité stricts de tous les services, et le processus peut prendre plusieurs mois. Récemment, des blogueurs rapportant des informations sur des blogs Internet ont reçu des laissez-passer de presse, ce qui a attiré beaucoup d'attention, mais il a également été découvert qu'un journaliste d'un site d'information conservateur dirigeait également un site Web de pornographie illégale, provoquant des critiques en ce que les contrôles de sécurité n'étaient pas bons. assez pour découvrir les transactions illégales du journaliste.
Au Royaume-Uni, jusqu'à récemment, seuls les journalistes munis d'une carte de presse pour les chambres du Parlement étaient autorisés à assister aux briefings, mais depuis que Tony Blair a pris le pouvoir, les journalistes indépendants ont été autorisés à y participer. De plus, avant cette réforme, les briefings étaient traités comme étant officieux.
En France, tout journaliste peut se voir délivrer une carte de presse, mais pour l'obtenir, les journalistes doivent faire l'objet d'une enquête par la "commission des cartes de presse" qui délivre les cartes. Avec cette carte, un journaliste peut entrer dans la résidence du Président (le Palais de l'Élysée) et assister aux conférences de presse de n'importe quel ministère.

## Autres détails
De nombreux clubs de kisha au Japon organisent des événements informels conjoints (tels que des fêtes de fin d'année, des fêtes d'été et des fêtes de départ) avec des agences gouvernementales locales ou des services de publicité d'entreprise. Ce n'est pas illégal, mais c'est un comportement inapproprié pour les journalistes. On dit que plus le club kisha est petit, plus cette tendance est prononcée.
En 2002, lorsque des rapports ont été publiés sur le problème du Fonds de paiement du Cabinet (内閣官房報償費) (le soi-disant fonds secret du Cabinet), on a découvert que lors des fêtes de fin d'année, des fêtes du Nouvel An et au début de tournées de vacances, le Secrétaire général du Cabinet a remis des «cadeaux d'adieu» (餞 別) aux journalistes, et cela a été payé par le Fonds de paiement du Cabinet.
En 2005, le conseil municipal de la ville de Tatebayashi a découvert que les déjeuners lors des conférences de presse régulières organisées par le maire de la ville de Tatebayashi et les entreprises médiatiques étaient financés par les dépenses publiques. La ville a annoncé son intention de mettre fin à ces paiements.